# Ule Figuralne w Dworku
Ule Figuralne w Dworku – cztery drewniane rzeźby mające charakter ludowy i folklorystyczny tworzące pasiekę figuralną we wsi Dworek koło Lwówka Śląskiego.

## Historia
Przed II wojną światową unikatowa, wartościowa artystycznie pasieka w Dworku (wtedy Höfel, pierwotnie Hovelin), będąca dziełem wielu rzeźbiarzy przez kilka wieków, uznawana była za najciekawszą w Europie, jak i prawdopodobnie była to największa pasieka składająca się z uli figuralnych. Potocznie zespół drewnianych figur nosił nazwę 12 Apostołów, choć wszystkich postaci w 1930 roku było aż dwadzieścia. Oprócz postaci biblijnych (zidentyfikowano tylko św. Piotra i św. Pawła) uwieczniono też m.in. młodą parę, strażników z włóczniami/halabardami, rzemieślników, pszczelarza z podkurzaczem i szczypcami, chłopa z flaszką trunku, kobiety w strojach ludowych, mnicha, zakonnicę.
Niegdyś kolekcję figur z Dworka można było podzielić na trzy grupy:
- Grupa biblijna: Szymon z dzieciątkiem Jezus, Mojżesz, Aaron, Piotr, Paweł;
- Grupa kościelna: biskup, opat, mnich i przeoryszę;
- Grupa ludowa: ośmiu chłopów w wiejskich strojach[1].

Rodzina Uberschar, której jeden z członków, miejscowy pszczelarz, zapoczątkował wielowiekową tradycję hodowli pszczół w niekonwencjonalnych ówcześnie ulach figuralnych. Po wojnie trzydziestoletniej we wsi pozostało niewielu ludzi. Jednymi z nich byli Gottlieb (Gottfried) Überschär i Gotfryd Grütter. Gottlieb zapoczątkować miał słynną w późniejszym czasie pasiekę. Podobno sama pasieka powstać miała jeszcze w okresie, gdy wsią zarządzał Klasztor Magdalenek w Nowogrodźcu. Po kasacji mienia kościelnego w 1810 roku wieś przeszła we władanie Überschärów.
Zdaniem przedwojennych mieszkańców miasta, jak i części badaczy niemieckich, większość uli wykonano ok. 1800 roku na zlecenie żyjącego w Dworku pszczelarza Gotfrieda Ueberschära (1750-1830), a możliwe, że sam był twórcą większości figur. Najstarsze z uli miały pionowy kształt. Pasieka eksponowana była eksponowana w długiej, drewnianej wiacie chroniącej ją przed deszczem, a rzeźby ustawiono frontem do drogi. Figury były wydrążone w środku, a otwór zasłonięto deską. Ule ocalały w wojnach śląskich i napoleońskich pomimo walk toczonych we wsi i stacjonujących tu w 1813 roku wojsk. Pasieka z ulami figuralnymi tak miała przypaść do gustu żołnierzom rosyjskim, iż w postanowiono zaprzestać grabieży i masowych podpaleń wsi Dworek. Przed wybuchem I wojny światowej organizowano nawet specjalne wycieczki, aby zobaczyć zabytkową pasiekę w Dworku. Od 1920 roku, po wygaśnięciu rodu Überschauerów, właścicielem uli został Hermann Vogt. Wyjątkowa pasieka przetrwała nienaruszona również II wojnę światową, kiedy z uwagi na bliskość działań wojennych i zbliżającej się linii frontu (Pieszków - Sobota - Dębowy Gaj - Marczów) pasiekę zabezpieczono – ukrywając ją.
W 1911 roku wzmiankę o ulach figuralnych publikowały różne czasopisma, m.in.: „Land und Meer”, „Deutsche Landwirtschaftliche Presse”. W 1913 roku, w krakowskich „Nowościach Ilustrowanych”, ukazał się tekst poświęcony figurom z Dworka. Na krótko przed I wojną światową zdjęcia dworkowskich rzeźb pojawiły się nie tylko w niemal wszystkich ilustrowanych tygodnikach niemieckich, ale również amerykańskich - „American Bee Journal”. W 1935 w periodyku pszczelarskim „Bartnik Postępowy” (rok 1935, nr 3) również opisano osobliwą instalację artystyczną spod Lwówka Śląskiego.
Po wojnie opiekę nad figurami objęła rodzina Hapanowiczów. W czasie PRL pasieka uległa rozproszeniu i częściowemu zniszczeniu, choć jeszcze przed II wojną światową hodowano w niej pszczoły. Zachowane ule później częściowo do zbiorów kilku polskich muzeów. W 1949 roku o istnieniu uli figuralnych dowiedziało się Ministerstwo Kultury i Sztuki poszukujące na Ziemiach Odzyskanych obiektów zabytkowych. W 1950 roku czternaście zachowanych, zabytkowych rzeźb z drewna lipowego trafiło najpierw do Skansenu Pszczelarskiego w Swarzędzu, a później częściowo do Muzeum Etnograficznego we Wrocławiu oraz muzeum w Kluczborku. Do najciekawszych, trzynastu zachowanych do dziś uli z Dworka prezentowanych we Wrocławiu, należą ule przedstawiające Abrahama z Izaakiem (interpretowanego także jako Szymon z Jezusem lub św. Ambroży – biskup Mediolanu) oraz głowa właściciela pasieki.
Po 2000 roku Muzeum Przyrodnicze w Jeleniej Górze postanowiło odtworzyć pasiekę z Dworka. Ule odtwarzano mając na względzie jak najwierniejsze podobieństwo do oryginału. Rzeźby prezentowane są przed wejściem głównym do muzeum, jako stała wystawa plenerowa pn. „Pasieka Karkonoska”, na której zaprezentowano 40 uli. Przedstawione postaci świętych, ale także świeckich, które zostały wykonane w latach 2005-2013, to ule figuralne (19) tworzone na wzór pasieki zlokalizowanej przed II wojną światową w miejscowości Dworek. Autorem odtworzonych uli jest Mieczysław Grabuńczyk. Autorami uli wzorowanych na zabytkowej dworkowskiej pasiece są też Maciej Wokan i Grzegorz Pawłowski. Jest to największa tego typu ekspozycja na Dolnym Śląsku.
W czerwcu 2012 roku dzięki staraniom burmistrza Lwówka Śląskiego i dofinansowaniu ze środków Programu Rozwoju Obszarów Wiejskich odtworzono cztery ule, które ustawiono pod wiatą krytą gontem w Dworku. Całkowita wartość projektu wyniosła 89.500,00 zł.